# John Brough

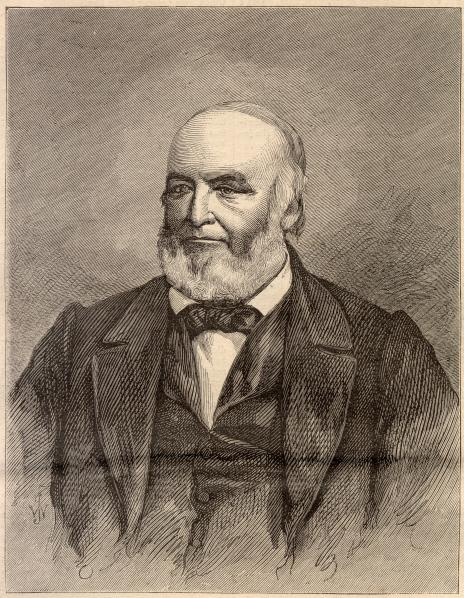
John Brough

John Brough (* 17. September 1811 in Marietta, Ohio; † 29. August 1865 in Cleveland, Ohio) war ein US-amerikanischer Politiker und von 1864 bis 1865 der 26. Gouverneur des Bundesstaates Ohio.

## Frühe Jahre und politischer Aufstieg
Bereits im Alter von elf Jahren wurde John Brough nach dem Tod seiner Eltern zum Vollwaisen. Um sich seinen Lebensunterhalt zu verdienen, absolvierte er eine Lehre im Druckereigewerbe. Nebenbei studierte er an der Ohio University, ohne aber einen Abschluss zu machen. Im Zeitungsgeschäft stieg er bald zu einem erfolgreichen Geschäftsmann auf. Zwischen 1831 und 1833 gab er die Zeitung Western Republican of Marietta heraus. Trotz ihres Namens stand diese Zeitung der Demokratischen Partei und Präsident Andrew Jackson nahe. Dann kaufte Brough zusammen mit seinem Bruder die Zeitung „Ohio Eagle“ in Lancaster, die ebenfalls den Demokraten nahestand.
Zwischen 1835 und 1837 war Brough Protokollist (Clerk) im Senat von Ohio. Er nutzte diese Stellung auch für sich als Journalist aus und schrieb Artikel über die politischen Vorgänge. Zwischen 1838 und 1839 saß er als Abgeordneter im Repräsentantenhaus von Ohio. Dort wurde er Vorsitzender des Bank- und Währungsausschusses. Zwischen 1839 und 1845 war er Revisor (Auditor) des Staates Ohio.
Zwischen 1845 und seiner Wahl zum Gouverneur im Jahr 1863 spielte Brough keine bedeutende politische Rolle. Er war weiterhin als Zeitungsverleger tätig und ab 1848 war er auch Präsident der Madison and Indianapolis Railway. Mit dem Ausbruch des Bürgerkrieges änderte sich Broughs politische Einstellung. Er verließ die Demokratische Partei, blieb aber auch gegenüber den Republikanern reserviert. Er setzte sich aber für den Erhalt der Union ein und wurde somit zum Kandidaten der National Union Party für die 1863 anstehenden Gouverneurswahlen, die er dann auch gewann.

## Gouverneur von Ohio
John Brough trat sein neues Amt am 11. Januar 1864 an. In seiner Amtszeit wurden die Bedingungen in den Militärkrankenhäusern verbessert. Ein neues System für die Beamtenbeförderung wurde eingeführt und eine Sondersteuer eingeführt, mit deren Erlös die Familien der Kriegsopfer entschädigt wurden. Zu Beginn seiner Regierungszeit war der Bürgerkrieg noch in vollem Gange und der Gouverneur unterstützte die Kriegsanstrengungen der Bundesregierung unter Präsident Abraham Lincoln. Er ließ weitere Truppen ausheben, die dann die Unionsarmee verstärkten. Im Jahr 1864 unterstützte er den Präsidentschaftswahlkampf Lincolns. Nach dem Rücktritt von Salmon P. Chase als US-Finanzminister war auch Brough als möglicher Nachfolger im Gespräch. Dieser zog es aber vor, Gouverneur von Ohio zu bleiben.
Nach dem Ende des Krieges im April 1865 musste auch in Ohio die Wirtschaft wieder auf den normalen Bedarf zurückgefahren werden. Politisch löste sich die National Union Party, ein Bündnis aus Republikanern und einem Flügel der Demokraten, wieder auf und die Republikaner waren in Ohio wieder deutlich in der Mehrheit. Gouverneur Brough hatte bereits am 15. Juni 1865 angekündigt, von sich aus keine zweite Amtszeit anstreben zu wollen. Er fügte aber hinzu, er würde eine Nominierung annehmen. Im weiteren Verlauf dieses Sommers verletzte sich der Gouverneur bei einem Sturz. Es kam dann zu einem Wundbrand, an dem er im August 1865 verstarb. Vizegouverneur Charles Anderson musste seine restliche Amtszeit beenden. John Brough war zweimal verheiratet und hatte insgesamt sechs Kinder.